# L'ape Maia - Le Olimpiadi di miele
L'ape Maia - Le Olimpiadi di miele (Maya the Bee: The Honey Games) è un film del 2018, diretto da Noel Cleary, Sergio Delfino e Alexs Stadermann. La pellicola è il seguito de L'ape Maia - Il film (2014).

## Trama
L'alveare di Maia non viene invitato alle celebri Olimpiadi di miele, causando nell'ape un profondo disappunto. Maia, insieme al suo amico Willy, decide quindi di recarsi a Buzztropolis per incontrare l'Imperatrice e convincerla a cambiare opinione. L'incontro si conclude tuttavia con un "incidente diplomatico" e l'Imperatrice, infuriata, propone a Maia una sfida: il suo alveare potrà partecipare alle Olimpiadi ma, in caso di sconfitta, dovrà rinunciare a tutto il suo miele. Per ottenere la vittoria, il gruppo è quindi costretto a fare gioco di squadra.

## Distribuzione
La pellicola è stata distribuita in Germania il 1º marzo 2018 e negli Stati Uniti il 27 aprile dello stesso anno mentre in Italia è stato distribuito da Koch Media a partire dal 18 ottobre 2018.